# Courcelles (Nièvre)
Courcelles é uma comuna francesa na região administrativa de Borgonha-Franco-Condado, no departamento Nièvre. Estende-se por uma área de 9,41 km². Em 2010 a comuna tinha 219 habitantes (densidade: 23,3 hab./km²).